# Parallelia proxima
Parallelia proxima là một loài bướm đêm trong họ Erebidae.